# Geindre (métier)
Pour les articles homonymes, voir Geindre.
Le geindre est un vieux métier de bouche. Il s'agit de l'assistant du boulanger. Sa principale activité était le pétrissage de la pâte du temps où les pétrins mécaniques n'existaient pas.

## Sources
- Paul Reymond, Dictionnaire des vieux métiers : 1200 métiers disparus ou oubliés, Paris, édition Brocéliande, 1994, 62 p. (ISBN 978-2950879806).